# Ilja Zeljenka
Ilja Zeljenka (ur. 21 grudnia 1932 w Bratysławie, zm. 13 lipca 2007 tamże) – słowacki kompozytor.

## Życiorys
Początkowo uczył się prywatnie u Jána Zimmera (harmonia i kontrapunkt) oraz Rudolfa Macudzinskiego (fortepian). Następnie w latach 1951–1956 studiował w Wyższej Szkole Sztuk Scenicznych  w Bratysławie u Jána Cikkera. Od 1957 do 1961 roku był doradcą programowym Filharmonii Słowackiej, a od 1961 do 1968 roku doradcą i członkiem komitetu programowego radia czechosłowackiego w Bratysławie. Był inicjatorem i jednym ze współzałożycieli studia eksperymentalnego radia słowackiego (1965–1991), w którym zrealizował wiele ze swoich utworów. W latach 1990–1991 pełnił funkcję sekretarza Związku Kompozytorów Słowackich. Od 1996 roku wykładał kompozycję w konserwatorium w Bratysławie. Był wielokrotnym gościem festiwalu Warszawska Jesień.
Otrzymał nagrodę im. Jána Levoslava Belli za IV Symfonię (1980), nagrodę ministra kultury Republiki Słowackiej (2002) oraz nagrodę Krištáľové krídlo za całokształt twórczości (2004). W 2018 roku został pośmiertnie odznaczony Orderem Ľudovíta Štúra I klasy.

## Twórczość
Tworzył muzykę symfoniczną, kameralną, solową, chóralną, dla dzieci, a także ścieżki dźwiękowe do filmów i oprawę muzyczną do sztuk scenicznych. Jego bogaty dorobek kompozytorski obejmuje ponad 500 pozycji. Początkowo tworzył w stylistyce bliskiej francuskiemu neoklasycyzmowi, w połowie lat 50. XX wieku zwrócił się w kierunku postwebernowskiej dodekafonii, by w latach 70. wrócić do inspiracji folklorem z neoromantyczną orientacją. Wypracował własny język dźwiękowy, unikając stylistycznych skrajności w imię piękna brzmienia i zrozumiałości muzyki.

## Wybrane kompozycje
(na podstawie materiałów źródłowych)

### Utwory orkiestrowe
- 9 symfonii (I 1953, II na orkiestrę smyczkową 1961, III 1972, IV „Baletná” 1978, V 1985, VI 1998, VII na sopran, bas, chór i orkiestrę 1998, VIII 2001, IX 2003)
- 4 koncerty na skrzypce i orkiestrę (I 1966, II 1966, III 1966, IV 1989)
- 3 koncerty na fortepian i orkiestrę (I 1966, II 1981, III 2005)
- Uwertura dramatyczna (1955)
- Uwertura rewolucyjna (1962)
- Štruktúry (1964)
- Medytacje (1969)
- Muzyka na fortepian i smyczki (1976)
- Epilogue to the Memory of E. Spitz (1979)
- Koncert na klarnet, instrumenty smyczkowe, ksylofon i kotły (1984)
- Dialogi na wiolonczelę i kameralną orkiestrę smyczkową (1984)
- suita Hudba pre Warchala na orkiestrę smyczkową (1987)
- Concertino na kameralna orkiestrę smyczkową, klarnet, fortepian i perkusję (1988)
- Enchanted Movement (1989)
- Symfonietta giocosa na orkiestrę smyczkową (1995)
- Dvojkoncert na organy, trąbkę, instrumenty smyczkowe i perkusję (1999)
- Concertino na perkusję i orkiestrę smyczkową (2000)

### Utwory kameralne
- 5 kwintetów fortepianowych (I 1953, II 1958, III 1998, IV 1999, V 2000)
- 14 kwartetów smyczkowych (1963–2006)
- Kwartet polimetryczny na 4 fortepiany (1964)
- Musica slovaca na smyczki (1975)
- 3 kwintety dęte (I 1977, II 1993, III 1998)
- 3 monólogy na wiolonczelę (1980)
- Sonata-Ballada na altówkę i fortepian (1988)
- Okteto na instrumenty dęte (1999)
- Sonata-Elégia na altówkę (2000)
- Symetrie na skrzypce (2001)
- Prolog et allegro na klarnet i wiolonczelę (2001)
- Malá komorná hudba na klawesyn i cymbały (2001)
- Hudba na wiolonczelę (2004)
- Štyria na flet, obój, klarnet i fagot (2006)
- Musica na obój (2006)

### Utwory fortepianowe
- Bagatelles (1955)
- 4 sonaty (1958, 1974, 1985, 1989)
- Capriccio (1982)
- Mała suita (1987)
- 5 etiud (1988)
- 3 preludia i fugi (1988)

### Utwory organowe
- Ligatures (1972)
- 6 Studies (1976)
- Reliefs (1979)
- Letters to Friends (1984)
- Pulzácie (1992)
- Prelúdiá a fúgy I–III (1993)

### Utwory na chór a cappella
- Slovenské balady na chór a cappella (1973)
- Kde žijú vtáčiky na chór dziecięcy a cappella (1980)

### Utwory wokalno-instrumentalne
- kantata Osvienčim na 2 recytatorów, 2 chóry i orkiestrę (1959)
- Hry na 13 głosów solowych i perkusję (1968, zrewid. 1980)
- Metamorphoses XV na recytatora i zespół kameralny (1969)
- Caela Hebe na chór i 15 instrumentów (1970)
- Galgenlieder na sopran, kwartet smyczkowy, klarnet, flet i fortepian (1975)
- Mutations na sopran, bas, kwintet dęty i perkusję (1979)
- Music na głosy, kwintet dęty i perkusję (1980)
- Musik für Morgenstern na bas, klarnet i kameralną orkiestrę smyczkową (1983)
- Songs of Youth na chór, trąbkę i kotły (1985)
- Aztécke piesne na sopran, fortepian i perkusję (1986)
- Magic Formulas na alt i kwartet smyczkowy (1988)
- kantata Slovo na recytatora, bas-baryton i orkiestrę kameralną (1995)
- Missa serena na chór, bas-baryton i orkiestrę kameralną (1995)

### Opery
- Bátoryčka (1994)
- Posledné dni Veľkej Moravy (1996)

### Utwory na taśmę
- Studia – 0,2 i 0,3 (1962)
- Kosmos (1963)
- Zotrvačnost (1964)
- Polymetrícká hudba (1992)
- Altamira II (1993)
- Polymetria II (1993)
- Polymetria III (1995)